# 日野未歩
日野 未歩（ひの みほ、1982年2月4日 - ）は、日本の女性声優。東京都出身。賢プロダクション所属。

## 略歴
小学校の頃、海外ドラマを見て吹き替えの素晴らしさに感銘を受け、声優を志すようになる。
高校卒業後、声優の専門学校に進学。卒業後、スクールデュオ（第4期生）に入所。
2005年、『オジー&ドリックス』で声優デビュー。

## 人物
特技は小物をデコること、水泳、掃除、料理、怪談話。趣味はショッピング、カフェ巡り、サイクリング、物件巡り、スマホゲーム、仮面ライダー鑑賞、フィギュア集め。
好きな食べ物は牛タンとずんだ餅。

## 出演
太字はメインキャラクター。

### テレビアニメ
2004年
- ソニックX
- 魔法少女隊アルス（倒れる子供、ルーカの息子）

2005年
- IGPX（エリサ・ドゥーリトル）
- こみっくパーティー Revolution（駅アナウンス、準備会スタッフ）
- 創聖のアクエリオン（アナウンス）
- ほとり〜たださいわいを希う。〜（少年）
- モリゾーとキッコロ（ダンゴムシさん）

2006年
- 陰からマモル!（女子高生）
- ケモノヅメ
- こてんこてんこ
- 獣神演武 -HERO TALES-（市場の娘、子供）
- RAY THE ANIMATION（ブルービー）

2008年
- イナズマイレブン（2008年 - 2011年、栗松鉄平、ウルビダ）
- うちの3姉妹（だいママ〈初代〉）
- 結界師（勉）
- テイルズ オブ ジ アビス（サフィール）
- To LOVEる -とらぶる-（シローネ、大美人妹）
- のらみみ（カン太郎の友人、タイ三）
- ポケットモンスター ダイヤモンド&パール（アオイ）
- マクロスF（女医）
- Mnemosyne-ムネモシュネの娘たち-（尼僧）

2009年
- クイーンズブレイド 流浪の戦士（アナリスタ）
- こばと。（譲）
- たまごっち!（2009年 - 2014年、アカスペっち、りんごっち、めめままっち、バス停っち、ドリームスクール、どやケンっち、パーカーっち 他） - 4シリーズ
- 夏のあらし! 〜春夏冬中〜（不良A）
- バトルスピリッツ 少年激覇ダン（ミミ族D、ミミ族A）

2011年
- ダンボール戦機（ヤマネコ）
- ちはやふる（2011年 - 2020年、堀川みちる、母親、西田優華璃〈肉まんの姉〉） - 3シリーズ

2012年
- イナズマイレブンGO（栗松鉄平） - 2シリーズ
- 謎の彼女X（和菓子屋）
- バトルスピリッツ 覇王（ドン）
- リトル・チャロ〜東北編〜（タカ、スズマル）

2014年
- 生徒会役員共*（時カオル）
- 妖怪ウォッチ（2014年 - 2023年、モレゾウ、おならず者、しゃれこ婦人、ジミー、天狗、一つ目小僧、ピントコーン、口すべらし、セラピアソレイユ、熊島ベア美、生前のバクロ婆、シンディ・J、大ガマ、キズナース、ほむら天狗、シーラニャンス、いたれりつくせり、爆音ならし、どっちつかず、テンテコ米、虫歯伯爵、ごまスリー、トキメキビ、TETSUYA、キズナメコ、デビビル、酒吞童子、チョコボー(6)、デビビラン、カッパー 他） - 3シリーズ

2015年
- 暗殺教室（2015年 - 2016年、原寿美鈴） - 2シリーズ
- コンクリート・レボルティオ〜超人幻想〜（早川博之）
- ジョジョの奇妙な冒険 スターダストクルセイダース（少年）

2016年
- こねこのチー ポンポンらー大冒険（2016年 - 2017年、インコ）
- 怪盗ジョーカー（パープル / エージェント・パープル）

2018年
- キャプテン翼（第4作）（2018年 - 2024年、浦辺反次、日向の母） - 2シリーズ
- 妖怪ウォッチ シャドウサイド（マヤ、木下、イナリ、メカブちゃん）
- イナズマイレブン アレスの天秤（2018年 - 2019年、出右手豊、居屋真降、八神玲名、栗松鉄平） - 2シリーズ
- レイトン ミステリー探偵社 〜カトリーのナゾトキファイル〜（ダリル）

2021年
- 妖怪学園Y 〜Nとの遭遇〜（天狗）

2022年
- SPY×FAMILY（WISE機関員）

2023年
- ふしぎ駄菓子屋 銭天堂（園児）

### 劇場アニメ
- 劇場版イナズマイレブン 最強軍団オーガ襲来（2010年、栗松鉄平）
- 映画 妖怪ウォッチ 誕生の秘密だニャン!（2014年、キズナメコ、カゲロー、大ガマ）
- 映画 妖怪ウォッチ 空飛ぶクジラとダブル世界の大冒険だニャン!（2016年、おならず者）
- たまごっち ひみつのおとどけ大作戦!（2017年、アカスぺっち）
- 劇場版 生徒会役員共（2017年 - 2021年、時カオル、ヨシちゃん、ナオ） - 2作品[一覧 8]
- 映画 妖怪ウォッチ FOREVER FRIENDS（2018年、一つ目小僧、下町幸子）
- 映画 イナズマイレブン総集編 伝説のキックオフ（2024年、栗松鉄平）

### OVA
- ケイタとピースケの大冒険（ピースケ）
- 生徒会役員共（2012年、時カオル）
- 生徒会役員共*（2014年、時〈トッキー〉） - DVD付き第10巻限定版
- イナズマイレブン Reloaded（2018年、栗松鉄平）

### Webアニメ
- イナズマイレブン アウターコード（2016年 - 2017年、居屋真降、八神玲名、栗松鉄平、栗松丹平）

### ゲーム
2005年
- FRONT MISSION5 Scars of the War（幼少期のグレン・デュバル）
- ローグギャラクシー（ハリー）

2007年
- ファイナルファンタジー・クリスタルクロニクル リング・オブ・フェイト（ナッシュ）
- ワイルドアームズ クロスファイア（エグララグ・ホエーレン）

2008年
- ソニック ワールドアドベンチャー
- マクロスエースフロンティア（パイロット女B）
- ルミナスアーク2 ウィル（ジョジィ）

2009年
- イナズマイレブン シリーズ（2009年 - 2010年、栗松鉄平） - 2作品
- マクロスアルティメットフロンティア（ヒルダ・V・ベルゲン）

2010年
- メトロイド Other M（マデリーン・バーグマン）

2011年
- イナズマイレブン ストライカーズ（2011年 - 2012年、栗松鉄平、デメテル、ウルビダ、ディアム、串田香津世） - 3作品
- SDガンダム GGENERATION WORLD（マイキャラクターボイス女性B）
- ダンボール戦機（木下コウジ、ヤマネコ）
- マクロストライアングルフロンティア（ヒルダ・V・ベルゲン）

2013年
- ジョジョの奇妙な冒険 オールスターバトル（大柳賢）
- 妖怪ウォッチ（ジミー、鬼くももん 他）

2014年
- 妖怪ウォッチ2 元祖/本家/真打（大ガマ、大やもり、一つ目小僧 他）

2015年
- グランブルーファンタジー（銃工房のおかみさん）
- ジョジョの奇妙な冒険 アイズオブヘブン（大柳賢）
- 妖怪ウォッチバスターズ 赤猫団/白犬隊（ジミー店長〈ジミー〉、キズナメコ、デビビル、デビビラン 他）
- 妖怪ウォッチ ぷにぷに

2016年
- 暗殺教室 アサシン育成計画!!（原寿美鈴）
- 妖怪三国志（大ガマ袁術 他）
- 妖怪ウォッチ3 スシ/テンプラ/スキヤキ（ピントコーン、カッパー、おきラクーン、こてんパン、テンテコ米、どっちつかず、いたれりつくせり、やぶレター、口すべらし、酒呑童子、弁財天、カントリーバァバ 他）

2017年
- 妖怪ウォッチバスターズ2 秘宝伝説バンバラヤー ソード/マグナム（タント、シンディ・J 他）
- Ever Oasis 精霊とタネビトの蜃気楼

2018年
- 妖怪三国志 国盗りウォーズ
- キャプテン翼ZERO 〜決めろ！ミラクルシュート〜（浦辺反次）

2019年
- 妖怪ウォッチ4 ぼくらは同じ空を見上げている / 4++（大ガマ、ジミー、ピントコーン、シンの母）
- 妖怪ウォッチ1 for Nintendo Switch（ジミー、しゃれこ婦人、モレゾウ、プルファント、天狗 他）

2020年
- 妖怪学園Y 〜ワイワイ学園生活〜（ジミー、おならず者、へこ鬼神）
- キャプテン翼 RISE OF NEW CHAMPIONS（浦辺反次）
- ゼルダ無双 厄災の黙示録（ボックリン）

2023年
- ゼルダの伝説 ティアーズ オブ ザ キングダム（ボックリン）

### ラジオCM
- NTT DoCoMo iモード競馬サイト
- クラブニューヨーク
- 交通安全協会
- 太陽情報
- 日本自動車工業会
- みまつ食品

### BLCD
- うはうは男子寮2〜仁義無き!生徒会長戦〜（山田桃子）

### 吹き替え

#### 映画
- アンジェラ
- キャットウーマン（男の子）
- サッカー・ツインズ/ただいま特訓中!
- サムサッカー
- 縞模様のパジャマの少年（カール）
- シャーロットのおくりもの
- スパングリッシュ 太陽の国から来たママのこと（ルーシー）
- 小さな魔法使いと秘密の城 リトル・ウィッチ2（ダヴィット）※VHS版
- チェンジリング（交換手1）
- NERVE/ナーヴ 世界で一番危険なゲーム（シドニー〈エミリー・ミード〉）
- NINE QUEENS 華麗なる詐欺師たち（女店員）※DVD版
- にんじん（マルティネ）
- バッドボーイズ2バッド ※テレビ朝日版
- ハリー・ポッターシリーズ（ニンファドーラ・トンクス〈ナタリア・テナ〉）
  - ハリー・ポッターと不死鳥の騎士団
  - ハリー・ポッターと謎のプリンス[8]
  - ハリー・ポッターと死の秘宝 PART1
- パルス（イジー〈クリスティーナ・ミリアン〉）
- フォー・ブラザーズ/狼たちの誓い（ダーネル）
- プリティ・ライフ2 ヘイリー・ダフの学園天国（レイチェル）※DVD版
- ブルー・レクイエム（アルレット）
- Mr.ビーン カンヌで大迷惑?!
- ミッシング・リンク（スザンヌ）
- レーシング・ストライプス ※日本テレビ版
- ワールド・オブ・ブラック（アンジー）
- ブロックアイランド海峡（ジェン〈ハイディ・ニーダーマイヤー〉）

#### テレビドラマ
- 愛してると云って（ソックァン）
- アグリー・ベティ（ジーナ）
- ER XIV 緊急救命室 #11（カルロス・ムーア〈オスカー・ダニエル・ブランコ〉）
- エデンの東（イ・ドンウク〈少年時代〉）
- Lの世界
- グッドガールズ: 崖っぷちの女たち（アニー〈メイ・ホイットマン〉）
- クリミナル・マインド FBI行動分析課
  - シーズン2（ジェフリー #5）
  - シーズン3（アイリーン #16）
  - シーズン5（ジーナ #7）
- CSI:ニューヨーク
- シークレット・アイドル ハンナ・モンタナ
- The O.C.（ホリー）
- ジェリコ 閉ざされた街
- トワイライト・ゾーン（ティミー）
- ネイキッド・ブラザーズ・バンド（デイビット）
- 犯罪捜査官ネイビーファイル
- One Tree Hill（ブルック・デーヴィス〈ソフィア・ブッシュ〉）

#### アニメ
- アングリー・キッド（リトルシスター）
- ウォレスとグルミット 野菜畑で大ピンチ!
- おさるのジョージ
- オジー&ドリックス（ポール・スプリーマン市長）
- クラスメイトはモンキー（ループ）
- ジミー・ニュートロン 僕は天才発明家!（リビー・フォルファクス）
- スティーブン・ユニバース（ペリドット）
- トムとジェリー テイルズ
- BRATZ（メイガン）
- マウス・タウン ロディとリタの大冒険
- リセス 〜ぼくらの休み時間〜（スティッキー）
- リトル・レッド レシピ泥棒は誰だ!?
- ドラゴン王子（ニクス）

### ボイスオーバー
- THE FIRM ザ・ファーム 法律事務所
- ディスカバリーチャンネル
- プロジェクト・ランウェイ
- マーサ・スチュワート

### 映画
- ゲゲゲの鬼太郎（他の妖怪の声）

## ディスコグラフィ

### キャラクターソング
| 発売日  | 商品名                                     | 歌     | 楽曲             | 備考                           |
| 2016年  | 2016年                                     | 2016年 | 2016年           | 2016年                         |
| ------- | ------------------------------------------ | ------ | ---------------- | ------------------------------ |
| 9月28日 | 暗殺教室 ベストアルバム 〜Music Memories〜 | 3年E組 | 「旅立ちのうた」 | テレビアニメ『暗殺教室』挿入歌 |

### シリーズ一覧
1. ↑  第1期（2009年）、第2期『ゆめキラドリーム』（2012年）、第3期『みらくるフレンズ』（2013年）、第4期『GO-GO たまごっち!』（2014年）
2. ↑  第1期（2011年 - 2012年）、第2期『2』（2013年）、第3期『3』（2019年 - 2020年）
3. ↑  第1期（2012年）、第2期『クロノ・ストーン』（2012年）
4. ↑  『妖怪ウォッチ』（2014年 - 2018年）、『妖怪ウォッチ!』（2019年）、『妖怪ウォッチ♪』（2021年 - 2023年）
5. ↑  第1期（2015年）、第2期（2016年）
6. ↑  シーズン1（2018年 - 2019年）、シーズン2『ジュニアユース編』（2023年 - 2024年）
7. ↑  『アレスの天秤』（2018年）、続編『オリオンの刻印』（2018年 - 2019年）
8. ↑  第1作（2017年7月21日）、第2作『2』（2021年1月1日）
9. ↑  『2 脅威の侵略者 ファイア/ブリザード』（2009年）、『3 世界への挑戦!! スパーク/ボンバー/ジ・オーガ』（2010年）
10. ↑  『ストライカーズ』『2012エクストリーム』（2011年）、『GO 2013』（2012年）

### ユニットメンバー
1. ↑  赤羽業（岡本信彦）、磯貝悠馬（逢坂良太）、岡島大河（内藤玲）、岡野ひなた（田中美海）、奥田愛美（矢作紗友里）、片岡メグ（松浦チエ）、茅野カエデ（洲崎綾）、神崎有希子（佐藤聡美）、木村正義（川辺俊介）、倉橋陽菜乃（金元寿子）、潮田渚（渕上舞）、菅谷創介（宮下栄治）、杉野友人（山谷祥生）、竹林孝太郎（水島大宙）、千葉龍之介（間島淳司）、寺坂竜馬（木村昴）、中村莉桜（沼倉愛美）、狭間綺羅々（斎藤楓子）、速水凛香（河原木志穂）、原寿美鈴（日野未歩）、不破優月（植田佳奈）、前原陽斗（浅沼晋太郎）、三村航輝（高橋伸也）、村松拓哉（はらさわ晃綺）、矢田桃花（諏訪彩花）、吉田大成（下妻由幸）、律（藤田咲）、堀部糸成（緒方恵美）